# Zahrada Valsanzibio
Zahrada Valsanzibio je významná barokní zahrada patřící k vile Barbarigo. Leží v části Valsanzibio obce Galzignano Terme („Valsanzibio di Galzignano Terme") v chráněné oblasti přírodního parku Colli Euganei v severní Itálii, asi 20 km jihozápadně od Padovy. Často se udává jako jedna z nejznámějších a nejkrásnějších barokních zahrad na světě. Má rozlohu 15 hektarů a je vzácným příkladem symbolické zahrady ze 17. století, která má komplexní systém fungujících fontán.

## Historie a popis
Byla založena symetricky na obdélníkovém půdorysu v roce 1669 šlechticem Zuane Francesco Barbarigo. O vlastní výstavbu se zasloužil jeho syn, kardinál Gregorio Barbarigo (po smrti byl svatořečen). Vyprojektoval ji vatikánský architekt a specialista na výstavbu fontán Luigi Bernini. Šedesát soch a řada dalších architektonických prvků pochází od Enrica Merenga. Zahrada představuje alegorie vývoje člověka. Původně byla přístupná přes barokní Dianinu bránu, u které bylo molo a připlouvao se k ní mělkým, několik kilometrů dlouhým kanálem z Benátek, nazývaným Valle de San Eusibio. Brzy se název kanálu změnil na Valzan Zibio. Vodní kanál byl později zrušen a před bránou je jen malý rybník. Navazuje osa se třemi obdélníkovými rybníky, oddělenými fontánami a kaskádami. Po stranách vedou labyrintové stezky k rybníku s ostrovem určeným pro chov králíků, vodním prvkům a sochám. Kolmá na řadu rybníků je hlavní alej, která vede k vile. Významné je poměrně velké bludiště stříhané ze zimostrázu, rybník s ostrovem určeným pro chov králíků a alegorická socha času. V zahradě je řada vzrostlých dřevin, z nichž nejvýznamnější jsou: jírovec maďal (Aesculus hippocastanum), cedr libanonský (Cedrus libanii), cypřiš stálezelený (Cupressus sempervirens), šácholan velkokvětý (Magnolia grandiflora) a platan javorolistý (Platanus ×hispanica).
Zahrada je soukromá, ale přístupná veřejnosti. Patřila postupně šesti generacím rodu Barbarigo. V roce 1804 Contarina Barbarigo určila dědicem svého bratrance Marco Antonio Mikel. Poté, v roce 1835, se stal majitelem Martinengo da Barco, a dále Donaa delle Rosé. A nakonec, v roce 1929, se majiteli stali šlechtici Pizzoni Ardemani, kteří ji vlastní po tři generace. Při restaurování zahrady v posledních letech bylo obnoveno 33 vodních systémů, které byly mimo jiné ohroženy vysycháním pramenů.

## Galerie

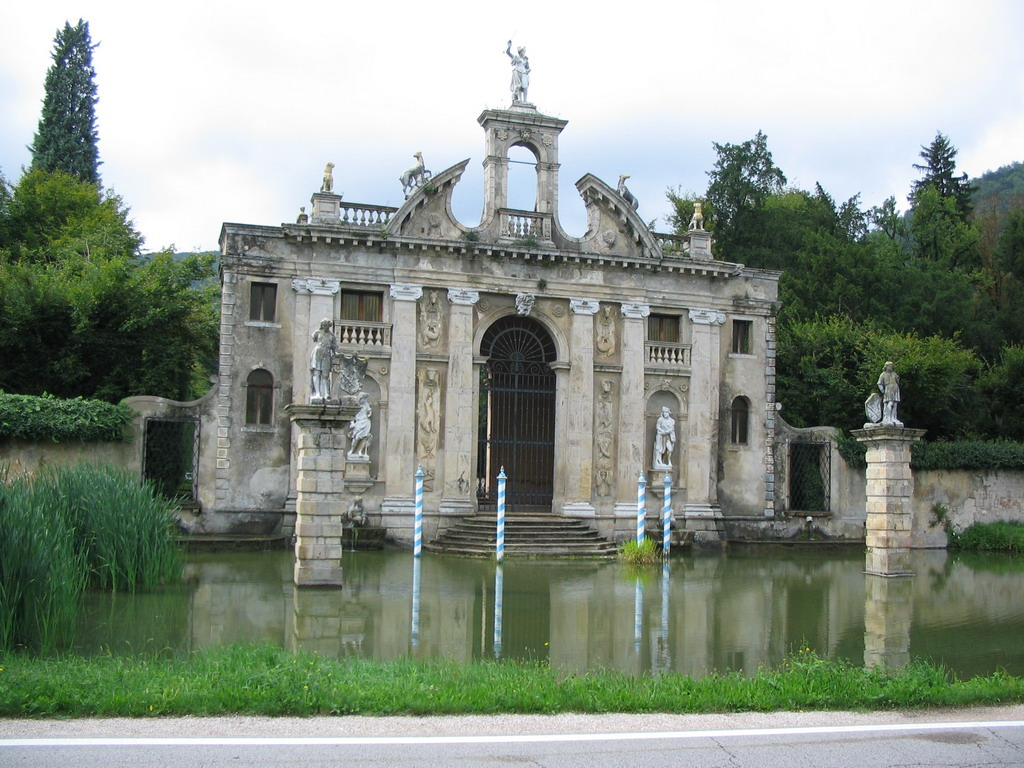
Dianina brána
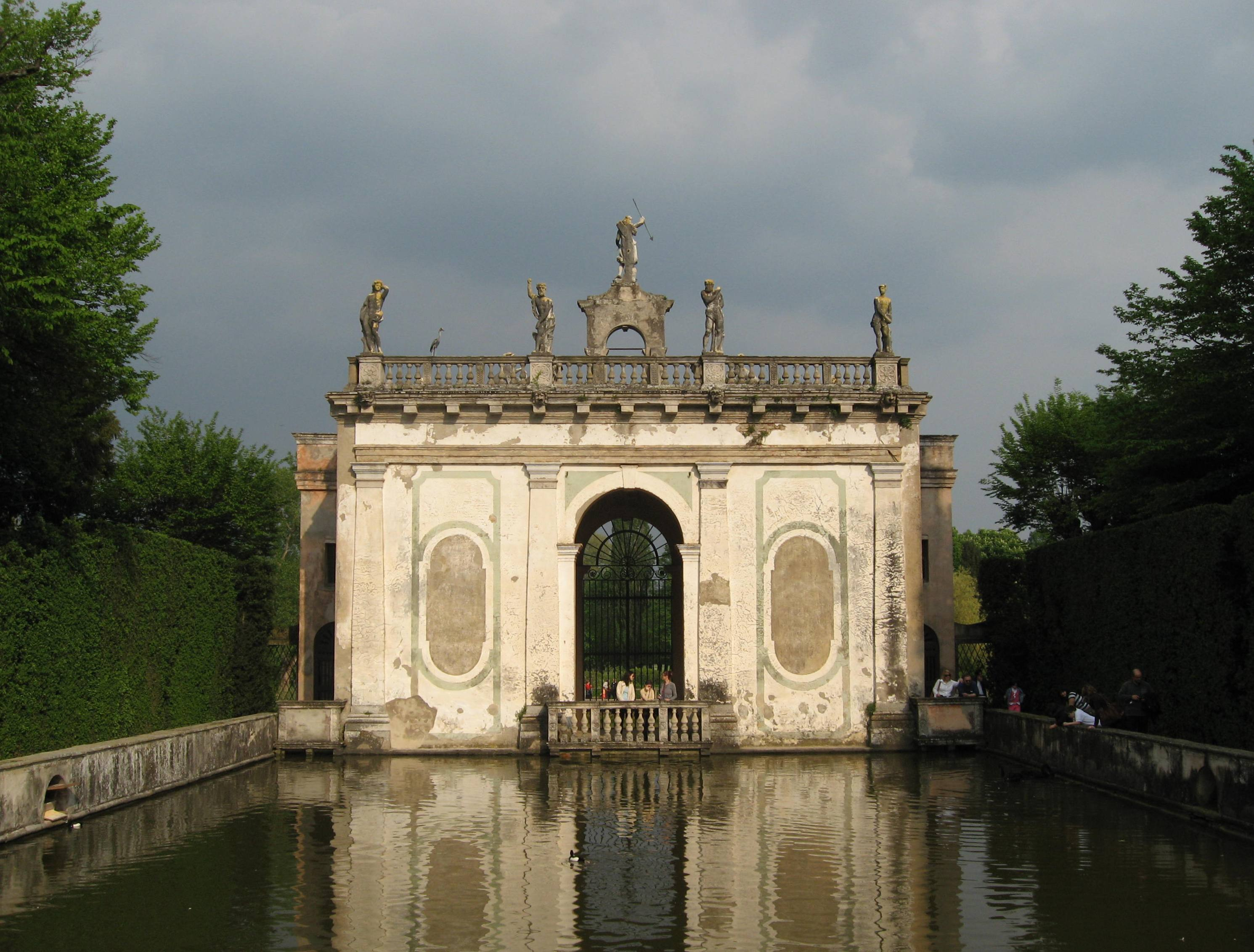
Arco di Sileno
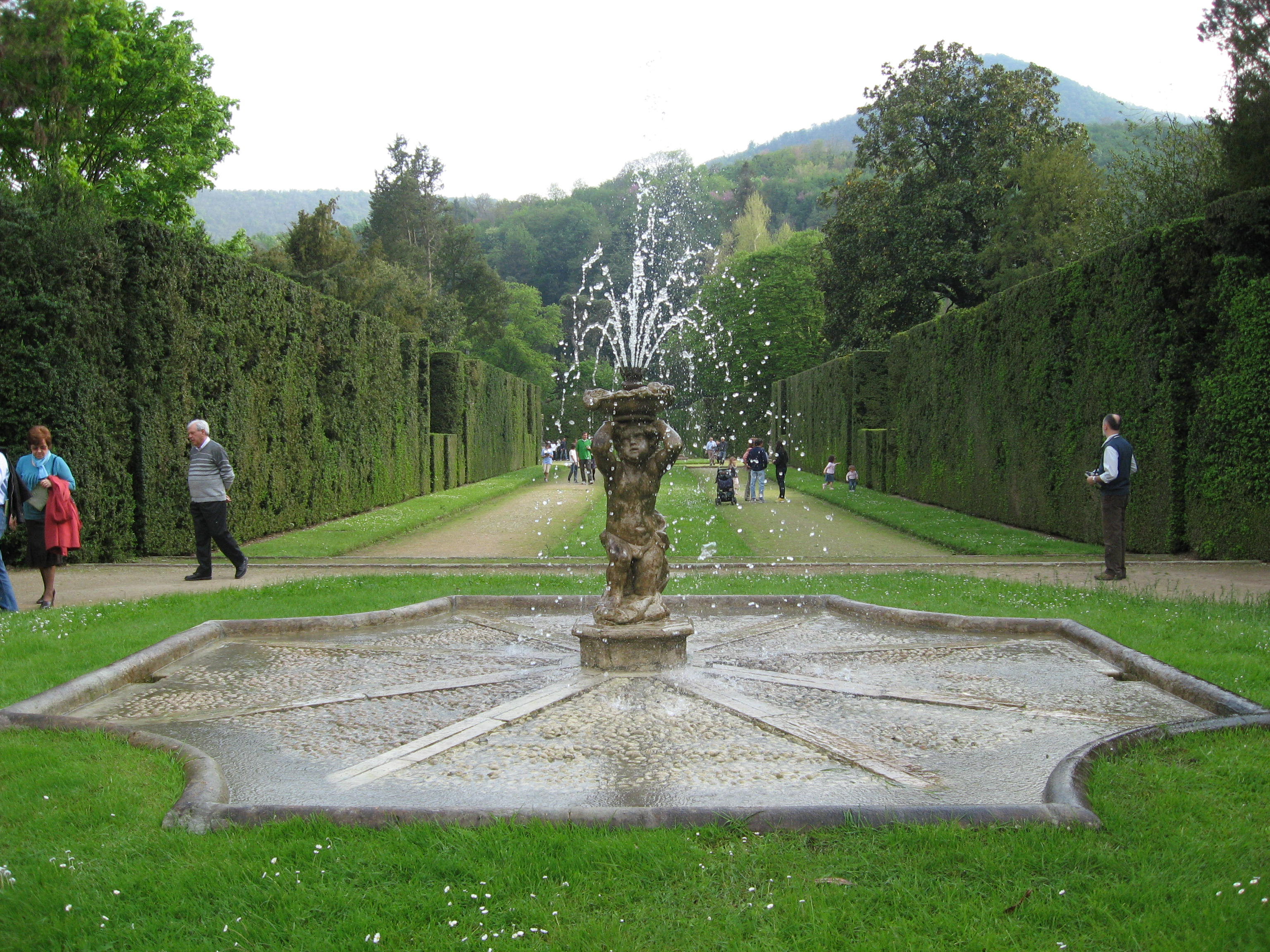
Fontána Iris
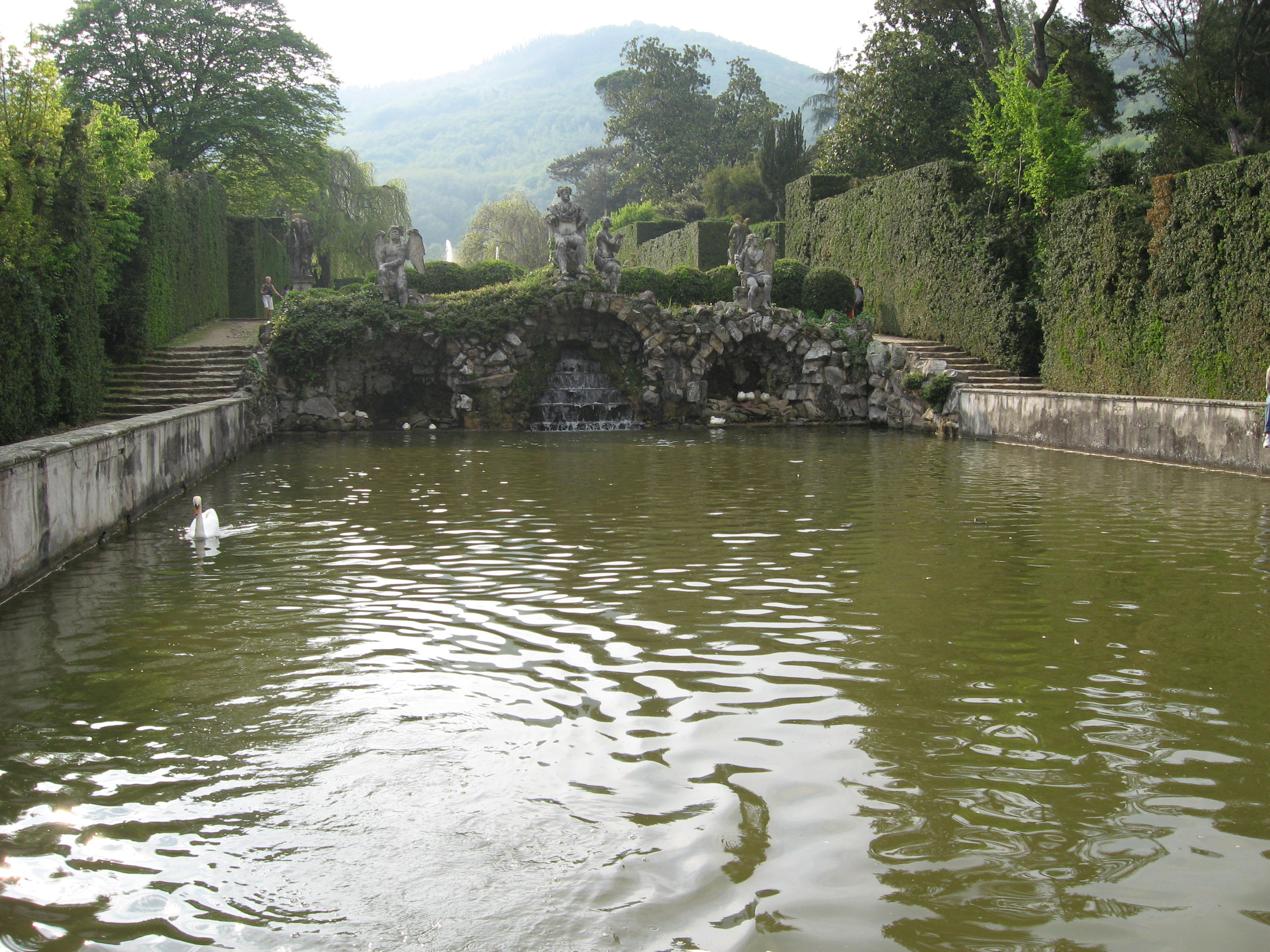
Pohled do zahrady od Dianiny brány
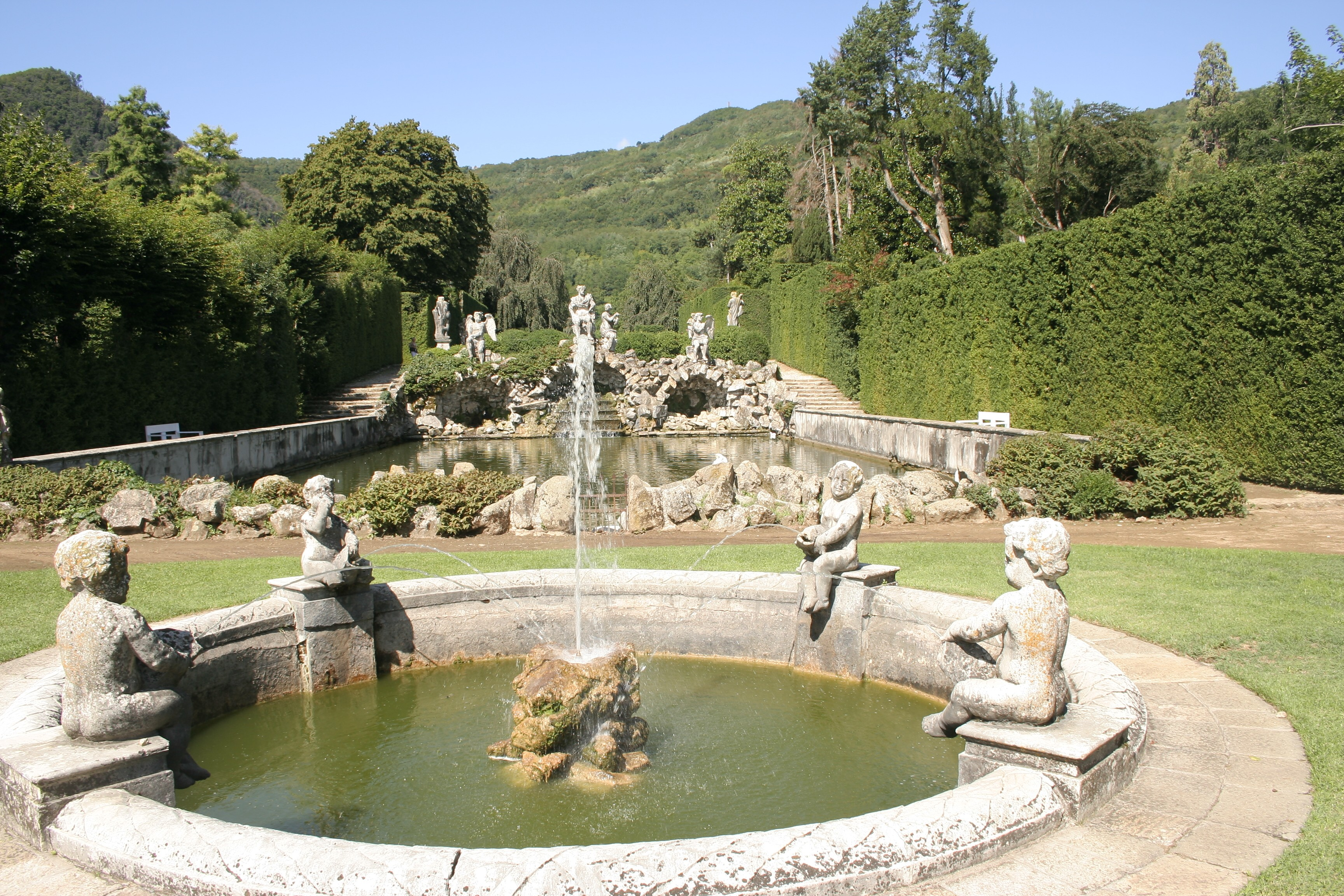
Pizzoni Ardemani